# پارک ملی کنای فیوردز
پارک ملی کنای فیوردز (به انگلیسی: Kenai Fjords National Park) از پارک‌های طبیعی و ملی آمریکا است. این پارک در ایالت آلاسکا قرار دارد.
وسعت این پارک ملی ۲٬۸۳۳ کیلومتر مربع است.

## وب‌گاه‌های بیرون
- وب‌گاه رسمی